# Charles Wehle
Charles Wehle, narozený jako Karl Wehle (17. března 1825 Praha – 2. června 1883 Paříž) byl český klavírista a hudební skladatel.

## Život
Studoval v Praze u Josefa Proksche a Ignáce Tedesca. Již v sedmnácti letech podnikl koncertní turné po evropských zemích. V roce 1844 koncertoval v Hamburku a na Maltě, v roce 1846 v Marseille a o dva roky později v Londýně. Ve studiu hry na klavír pokračoval u Ignaze Moschelese v Lipsku a ve studiu hudební teorie v Berlíně u Theodora Kullaka. Zcela se věnoval dráze koncertního klavíristy. S velkým úspěchem vystupoval v koncertních sálech celého světa. Zápisky ze svých cest publikoval českých časopisech, zejména v časopise Lumír. V závěru svého života se usadil v Paříži a věnoval se pedagogické činnosti.

## Dílo
Zkomponoval řadu virtuózních klavírních skladeb. Kromě dvou klavírních sonát byly proslulé zejména jeho koncertní etudy, ale psal i nokturna, polonézy a mazurky.